# Сэцэн-хан

Сэцен-ханский аймак (Sezen Kan) на карте империи Цин в 1911 году.

Сэцэ́н-хан —  титул младшей ветви потомков Гэрэсэндзэ от его сына Амина, получившего уделы (монг. отог) Хурээ и Цоохор. Вместе с другими потомками Гэрэсэндзэ, носившими титулы ханов Дзасагту и Тушэту, правили в Халхе.
Аймак Сэцэн-ханов располагался в восточной части Халхи. В 1633 году правители аймака приняли ханский титул. В 1636 потерпели сокрушительное поражение от империи Цин, в результате чего аймак длительное время переживал упадок, а династия Сэцэн-ханов утратила самостоятельное влияние на дела Халхи, ориентируясь в своей политике на Тушэту-ханов. В 1688 вместе с другими халхасскими ханами перешли в подданство империи Цин. В мае 1691 года на Долоннорском съезде принесли присягу императору Канси, после чего наследственная власть Сэцэн-ханов над их аймаком закончилась. Как наиболее лояльная маньчжурам династия, Сэцэн-ханы сохранили ханский титул, однако их власть распространялась только на собственный хошун. Власть же в аймаке перешла к собранию родовых представителей — чуулгану, во главе с даргой. Чуулган аймака собирался в местности Хэрлэнбарс хото. Несмотря на то, что на вакантную должность дарги чаще всего назначались совершеннолетние Сэцэн-ханы, в своём ханстве они превратились в primi inter pares («первые среди равных»).

## Административное деление аймака Сэцэн-ханов
| Название хошуна                  | Год образования | Количество сум | Титул дзасага        | Первый владетель | Династическая связь                    |
| -------------------------------- | --------------- | -------------- | -------------------- | ---------------- | -------------------------------------- |
| Сэцэн ханы хошуу                 | 1691            | 2              | хан                  | Сономдорж        | сын Илдэнравдана                       |
| Зуун гарын дундад хошуу          | 1691            | 2              | доро-и цзюньван      | Намжил           | сын Норбо                              |
|                                  | 1755            |                | хошо-и циньван       | Байаршид         | сын Доржжида, сына Намжила             |
| Дундад баруун хошуу              | 1691            | 4              | гуса-и бэйсэ         | Пунцукилдэн      | сын Норбо                              |
|                                  | 1696            |                | доро-и цзюньван      | Пунцукилдэн      | сын Норбо                              |
| Баруун гарын дундад хошуу        | 1691            | 1              | доро-и бэйлэ         | Цэвтан           | сын Дамбы, сына Бадмадши, сына Шолоя   |
| Дундад адаг хошуу                | 1691            | 3              | гуса-и бэйсэ         | Дарь             | сын Мажарилдэна, сына Шолоя            |
| Дундад зуун хошуу                | 1691            | 2,5            | гуса-и бэйсэ         | Бодьжав          | сын Шолоя                              |
| Зуун гарын омнод хошуу           | 1691            | 1,5            | тушээ гун            | Цэвтэн           | сын Гармы, сына Бумбы, сына Шолоя      |
| Дундад хойт хошуу                | 1691            | 1,5            | туслагч гун          | Цэвтэн           | сын Шолоя                              |
| Дундад омнод хошуу               | 1691            | 5              | тэргуун зэргийн тайж | Ананд            | сын Шолоя                              |
| Баруун гарын омнод хошуу         | 1691            | 1,5            | тэргуун зэргийн тайж | Цэрэндаш         | сын Зайсана, сына Лавира, сына Шолоя   |
| Зуун гарын хойт хошуу            | 1691            | 2,5            | тэргуун зэргийн тайж | Цэрэндаш         | сын Данжина, сына Цосхива, сына Шолоя  |
| Баруун гарын хойт хошуу          | 1691            | 3              | тэргуун зэргийн тайж | Гуржав           | сын Данжина, сына Цосхива, сына Шолоя  |
| Дундад адгийн дэд хошуу          | 1695            | 1,5            | тэргуун зэргийн тайж | Туулай           | сын Мэргэна, сына Бабы                 |
| Дундад зуун омнод хошуу          | 1697            | 1              | тэргуун зэргийн тайж | Гонцог           | сын Данжина, сына Ананда, сына Шолоя   |
| Дундад баруун хойт хошуу         | 1697            | 0,5            | тэргуун зэргийн тайж | Лувсан           | сын Дайчина, сына Бабы                 |
| Зуун гарын зуун хошуу            | 1701            | 1,5            | тэргуун зэргийн тайж | Эрдэнэ           | сын Норбо                              |
| Зуун гарын баруун хошуу          | 1701            | 1              | тэргуун зэргийн тайж | Цойжамс          | сын Норбо                              |
| Баруун гарын зуун хошуу          | 1701            | 0,5            | тэргуун зэргийн тайж | Гэндэн           | сын Норбо                              |
| Зуун гарын хойт адаг хошуу       | 1711            | 1,5            | тэргуун зэргийн тайж | Дорждаш          | сын Данжина, сына Цосхива, сына Шолоя  |
| Баруун гарын дундад баруун хошуу | 1712            | 1,5            | туслагч гун          | Цэрэнванбу       | сын Цэвэна, сына Бадмадши, сына Шолоя  |
| Баруун гарын дундад зуун хошуу   | 1713            | 1              | тэргуун зэргийн тайж | Цойжир           | сын Цэрэндаша, сына Цабура, сына Шолоя |
| Дундад адгийн баруун хошуу       | 1735            | 1              | тэргуун зэргийн тайж | Ванжилжав        | сын Норбо                              |

## Сэцэн-ханы
- Амин, род. 1536, сын Гэрэсэндзэ Джалаир-хунтайджи халхасского, Дурахал-ноён отоков Хурээ и Цоохор 1549—
- Шолой, род. 1577, сын Муру Буйми, сына Амина , Далай-жинон отоков Хурээ и Цоохор — 1633, Маха Саммади Гэгээн Сэцэн-хан 1633—1652
- Баба, сын Шолоя, Сэцэн-хан 1652—1685
- Норбу, сын Шолоя, Сэцэн-хан 1685—1687
- Илдэнравдан, сын Норбу, Сэцэн-хан 1687— 1688
- Сономдорж, сын Илдэнравдана, Сэцэн-хан 1688—1711
- Гуйцэн, сын Сономдоржа, Сэцэн-хан 1711—1728, ум.1730
- Цэвэнбайнжур, сын Гуйцэна,  Сэцэн-хан 1728—1733
- Чойжав, сын Пунцукилдэна, сына Норбо, Сэцэн-хан 1733—1735
- Гамарин, сын Гуйцэна, Сэцэн-хан 1735—1751
- Манибазар, сын Гамарина, Сэцэн-хан 1751—1767
- Цэвэнжав, сын Гамарина, Сэцэн-хан 1767—1788
- Цэвэндорж, сын Цэвэнжава, Сэцэн-хан 1788—1795
- Пунцукдорж, сын Цэвэндоржа, Сэцэн-хан 1795
- Санжайдорж, правнук Чойжава, Сэцэн-хан 1796—1800
- Махашири, правнук Гуйцэна, Сэцэн-хан 1800—1807
- Энхтур, сын Махашири, Сэцэн-хан 1807—1817
- Артасэд, сын Энхтура, Сэцэн-хан 1817—1874, улясутайский цаньцзан дачэнь 1845—1861, ургинский монгольский баньши дачэнь 1861—1874
- Цэрэндорж, сын Артасэда, Сэцэн-хан 1874—1893
- Дэмчигдорж, сын Цэрэндоржа, Сэцэн-хан 1893—1910
- Навааннэрэн, Сэцэн-хан 1910—1937

## Дзасаки хошуна Зуун гарын дундад
- Намжил, сын Норбу, засаг-ун доро-и цзюньван 1691—1721
- Гамариндорж, сын Намжила, засаг-ун доро-и цзюньван 1721—1732
- Доржжил, сын Намжила, засаг-ун доро-и цзюньван 1732—1740
- Байаршид, сын Доржжила, засаг-ун доро-и цзюньван 1740—1755, засаг-ун хошо-и циньван 1755—1781
- Гонцогжав, сын Байаршида, засаг-ун хошо-и циньван 1781—1790
- Дармашир, сын Гонцогжава, засаг-ун хошо-и циньван 1790—1814
- Манибазар, сын Дармашира, засаг-ун хошо-и циньван 1814—1825
- Цэрэндорж, сын Манибазара, засаг-ун хошо-и циньван 1825—1857
- Намжилдондуб, сын Цэрэндоржа, засаг-ун хошо-и циньван 1857—1902

## Дзасаки хошуна Дундад баруун
- Пунцукилдэн, сын Норбо засаг-ун гуса-и бэйсэ 1691—1696, засаг-ун доро-и цзюньван 1696—1727
- Чойжав, сын Пунцукилдэна, засаг-ун доро-и цзюньван 1727—1735, Сэцэн-хан 1733—1735
- Дэмчиг, сын Чойжава, засаг-ун доро-и цзюньван 1735—1780
- Цэвэндорж, сын Дэмчига, засаг-ун доро-и цзюньван 1780—1781
- Санжайдорж, сын Цэвэндоржа, засаг-ун доро-и цзюньван 1781—1811, Сэцэн-хан 1796—1800
- Баточир, сын Санжайдоржа, засаг-ун доро-и цзюньван 1811—1821
- Тохтогтулуй, сын Баточира, засаг-ун доро-и цзюньван 1821—1868
- Манжбазар, сын Тогтохтулуя, засаг-ун доро-и цзюньван 1868—1884
- Доржпалам, сын Манжбазара, засаг-ун доро-и цзюньван 1884—